# Double Sextet
Double Sextet est une œuvre du compositeur américain Steve Reich écrite en 2007 pour un ensemble concertant de douze instruments ou bien six musiciens jouant contre une bande magnétique. Le compositeur reçoit le prix Pulitzer de musique 2009 pour cette œuvre.

## Historique
Double Sextet est une commande du sextuor Eighth Blackbird passée au compositeur en 2006 qui en finit l'écriture de la pièce en octobre 2007. L'œuvre a été créée le 26 mars 2008 à l'Université de Richmond par l'ensemble commanditaire.
Le 20 avril 2009, Steve Reich reçoit le prix Pulitzer de musique 2009 pour cette pièce considérée comme « un travail majeur qui présente la capacité de canaliser une poussée initiale d'énergie en un événement musical de grande ampleur construit de manière contrôlée et perpétuellement intrigant pour l'oreille. »,. Bien qu'heureux de ce prix national pour cette œuvre qu'il déclare diplomatiquement être l'une de ses meilleures, Steve Reich reconnaît que cela « aurait été bien de recevoir le prix Pulitzer plus tôt dans sa carrière pour Drumming, Music for 18 Musicians, Tehillim, ou Different Trains » qui, il est vrai, constituent des œuvres plus novatrices conceptuellement que Double Sextet.
Le 18 septembre 2011, l'œuvre est jouée pour la première fois en France, à Tours, par l'ensemble PTYX, pendant son spectacle The Unanswered Question Project.
Le 30 avril 2011, dans le cadre des célébrations new-yorkaises pour le 75e anniversaire du compositeur, cette pièce est jouée par les ensembles Bang on a Can et Eighth Blackbird, sans bande magnétique.

## Structure
Double Sextet est composé de trois mouvements de quatre sections harmoniques chacun dont l'exécution dure 22 minutes :
1. Premier mouvement, Fast - 8 min 40 s
2. Second mouvement, Slow - 6 min 40 s
3. Troisième mouvement, Fast - 7 min 00 s

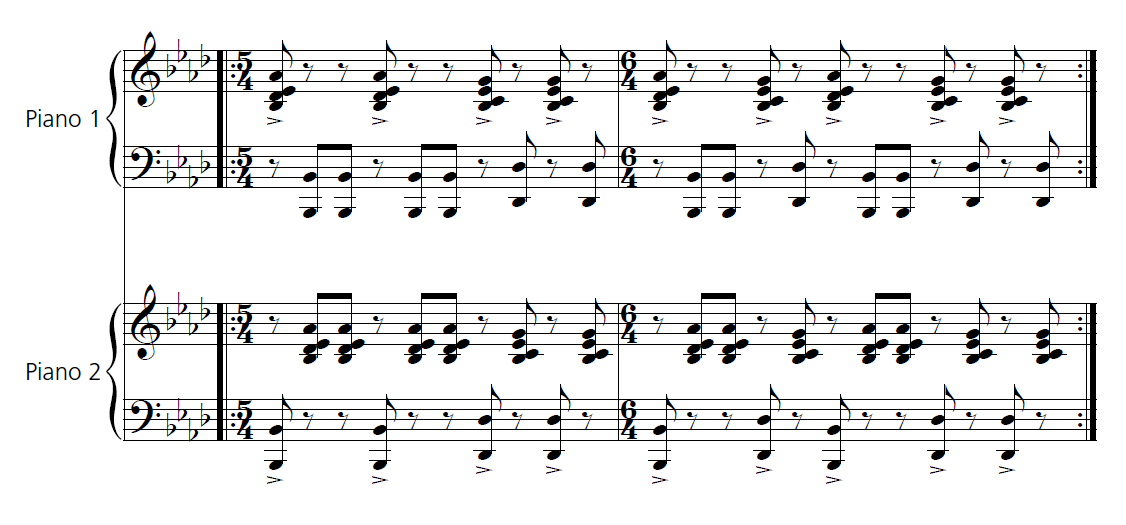
La partition des deux pianos dans le Third Movement

Dans sa version pour ensemble concertant, la pièce est composée pour deux sextuors constitués chacun d'une flûte, une clarinette, un vibraphone, un piano, un violon et un violoncelle.
Cette pièce est à rapprocher structurellement de New York Counterpoint notamment en raison des techniques de jeu contre une bande magnétique pré-enregistrée. Cependant, elle possède une très forte composante rythmique et mélodique que certains critiques ont comparé quasiment à un air de chanson pop notamment dans le premier mouvement. Par ailleurs, certains critiques ont souligné que le mouvement lent central par les vibrati des violons, flûtes, et clarinettes pouvait évoquer momentanément le classicisme viennois du XIXe siècle.

## Discographie sélective
- Double Sextet / 2×5, par le Eighth Blackbird, Nonesuch Records, 2010.
- Double Sextet / Radio Rewrite, par l'Ensemble Signal dirigé par Brad Lubman, Harmonia Mundi, 2016[9].